# هاتون
هاتون (به لاتین: Hatton, Sri Lanka) یک منطقهٔ مسکونی در سری‌لانکا است که در استان مرکزی (سری‌لانکا) واقع شده‌است.

## خصوصیات
هاتون ۱۵٬۰۷۳ نفر جمعیت دارد.